# Sergio Pellicer García
Sergio Pellicer García (nascut el 9 de setembre de 1973) és un futbolista valencià retirat que va jugar de lateral dret i és l'actual entrenador del Màlaga CF.

## Carrera de jugador
Nascut a Nules, província de Castelló, la major part de la carrera de jugador de Pellicer es va passar a Segona Divisió B, on va jugar 353 partits en 16 temporades. La seva única producció professional van ser cinc partits de Segona Divisió cedits a l'Hèrcules CF el 1995, a la seva Comunitat Valenciana natal.

## Carrera d'entrenador
Pellicer va treballar com a entrenador juvenil o ajudant en diversos equips en retirar-se. El 29 de desembre de 2016 va ser nomenat ajudant de Marcelo Romero al club de la Lliga Màlaga CF, on havia jugat anteriorment.
El 23 d'octubre de 2018, Pellicer va ser confirmat com a entrenador del Deportivo Fabril, el filial del Deportivo de La Corunya que era segon des de baix del seu grup de tercera categoria. Va marxar el 4 de febrer següent, amb els darrers morts i a 13 punts de la seguretat.
Pellicer va tornar a Màlaga l'1 de juliol de 2019, fent-se càrrec del seu segon equip a Tercera Divisió. Sis mesos després, va ser introduït al primer equip després de la destitució de Víctor Sánchez. En el seu debut com a tècnic professional el 14 de gener, el seu equip va guanyar 1-0 a casa davant la SD Ponferradina amb un gol d'Antoñín al segon minut.
El 18 de maig de 2021, Pellicer va anunciar la seva marxa del Màlaga al final de la campanya, després de mantenir el club dues temporades consecutives en el segon nivell malgrat els seus problemes econòmics. El 15 de desembre, va substituir el destituït José Luis Oltra al capdavant del CF Fuenlabrada, però ell mateix va ser destituït el 6 de març de 2022.
Després de deu mesos sense club, Pellicer va tornar al Màlaga el 25 de gener de 2023, signant un contracte fins al 2024; va substituir el destituït Pepe Mel.